# Fortaleny (kommunhuvudort)
Fortaleny är en kommunhuvudort i Spanien.   Den ligger i provinsen Província de València och regionen Valencia, i den östra delen av landet, 300 km öster om huvudstaden Madrid. Fortaleny ligger 6 meter över havet och antalet invånare är 1 010.
Terrängen runt Fortaleny är platt åt nordost, men åt sydväst är den kuperad. Runt Fortaleny är det tätbefolkat, med 369 invånare per kvadratkilometer. Närmaste större samhälle är Sueca, 2,3 km norr om Fortaleny. Trakten runt Fortaleny består till största delen av jordbruksmark.